# Castilleja parvula
Castilleja parvula là loài thực vật có hoa thuộc họ Cỏ chổi. Loài này được Rydb. mô tả khoa học đầu tiên năm 1907.